# Curling-Weltmeisterschaft der Herren 1981
Die Curling-Weltmeisterschaft der Herren 1981 (offiziell: Air Canada Silver Broom 1981) war die 23. Austragung (inklusive Scotch Cup) der Welttitelkämpfe im Curling der Herren. Sie wurde vom 23. bis 29. März des Jahres im kanadischen London, Ontario in der Thompson Arena der University of Western Ontario veranstaltet. 
Die Curling-Weltmeisterschaft der Herren wurde in einem Rundenturnier (Round Robin) zwischen den Mannschaften aus Schottland, Kanada, den Vereinigten Staaten, der Bundesrepublik Deutschland, Schweden, Norwegen, Frankreich, der Schweiz, Dänemark und Italien ausgespielt. 
Die Spiele wurden auf zehn Ends angesetzt.
Im Duell um die Goldmedaille lagen die Schweizer im Endspiel gegen die Vereinigten Staaten mit 2:1 vorn. Für die Eidgenossen war es der zweite WM-Triumph.

## Teilnehmende Nationen
| BR Deutschland | Dänemark | Frankreich | Italien | Kanada |
| --- | --- | --- | --- | --- |
| CC Schwenningen, Schwenningen Skip: Keith Wendorf Third: Hans Dieter Kiesel Second: Sven Salle Lead: Heiner Martin | Hvidovre CC, Hvidovre Skip: Tommy Stjerne Third: Oluf Olsen Second: Steen Hansen Lead: Peter Andersen           | Megève CC, Megève Fourth: Gerard Ravello Third: André Jouvent Second: Jacques Joulien Skip: Gérard Alazet                                 | Tofane CC, Cortina d’Ampezzo Fourth: Andrea Pavani Skip: Giuseppe Dal Molin Second: Giancarlo Valt Lead: Enea Pavani | Assiniboine Memorial CC, Winnipeg, MB Skip: Kerry Burtnyk Third: Mark Olson Second: Jim Spencer Lead: Ron Kammerlock |
| Norwegen | Schottland | Schweden | Schweiz | Vereinigte Staaten                                                                                                   |
| Bygdøy CC, Oslo Skip: Kristian Sørum Third: Eigil Ramsfjell Second: Gunnar Meland Lead: Dagfinn Loen               | Carrington CC, Edinburgh Skip: Colin Hamilton Third: W. Michael Dick Second: David Ramsay Lead: Richard Pretsel | Härnösands CK, Härnösand Skip: Jan Ullsten Third: Anders Thidholm Second: Anders Nilsson Lead: Hans Söderström Trainer: Stefan Hasselborg | Lausanne-Riviera CC, Lausanne Skip: Jürg Tanner Third: Jürg Hornisberger Second: Patrik Lörtscher Lead: Franz Tanner | Superior CC, Superior, WI Skip: Bob Nichols Third: Bud Somerville Second: Bob Christman Lead: Bob Buchanan           |

## Tabelle der Round Robin
| Schlüssel | Schlüssel                      |
| --------- | ------------------------------ |
|           | Qualifiziert für die Play-offs |
|           | Tie-Breaker                    |

| Platz | Team               | Spiele | Siege | Ndlg. |
| ----- | ------------------ | ------ | ----- | ----- |
| 1.    | Kanada             | 9      | 8     | 1     |
| 2.    | Norwegen           | 9      | 7     | 2     |
| 2.    | Vereinigte Staaten | 9      | 6     | 3     |
| 4.    | Schweiz            | 9      | 6     | 3     |
| 5.    | Schweden           | 9      | 5     | 4     |
| 6.    | Schottland         | 9      | 5     | 4     |
| 7.    | Italien            | 9      | 3     | 6     |
| 8.    | Dänemark           | 9      | 2     | 7     |
| 9.    | BR Deutschland     | 9      | 2     | 7     |
| 10.   | Frankreich         | 9      | 1     | 8     |

## Ergebnisse der Round Robin

### Runde 1
| Schweiz | Frankreich |
| 9       | 4          |

| Norwegen | Schottland |
| 7        | 3          |

| Kanada | BR Deutschland |
| 11     | 2              |

| Schweden | Italien |
| 6        | 8       |

| Dänemark | Vereinigte Staaten |
| 4        | 8                  |

### Runde 2
| Schottland | Schweden |
| 7          | 10       |

| BR Deutschland | Dänemark |
| 4              | 6        |

| Italien | Schweiz |
| 5       | 7       |

| Vereinigte Staaten | Norwegen |
| 4                  | 6        |

| Kanada | Frankreich |
| 13     | 3          |

### Runde 3
| Norwegen | BR Deutschland |
| 11       | 3              |

| Kanada | Italien |
| 8      | 2       |

| Schweden | Vereinigte Staaten |
| 5        | 7                  |

| Frankreich | Dänemark |
| 3          | 11       |

| Schottland | Schweiz |
| 6          | 4       |

### Runde 4
| Vereinigte Staaten | Kanada |
| 4                  | 5      |

| Frankreich | Schweden |
| 4          | 17       |

| Dänemark | Schottland |
| 6        | 7          |

| Schweiz | BR Deutschland |
| 7       | 4              |

| Norwegen | Italien |
| 7        | 4       |

### Runde 5
| BR Deutschland | Italien |
| 10             | 4       |

| Vereinigte Staaten | Schweiz |
| 6                  | 5       |

| Norwegen | Kanada |
| 5        | 7      |

| Dänemark | Schweden |
| 2        | 9        |

| Frankreich | Schottland |
| 3          | 15         |

### Runde 6
| Kanada | Schottland |
| 9      | 5          |

| Dänemark | Norwegen |
| 3        | 5        |

| Schweiz | Schweden |
| 9       | 6        |

| Italien | Frankreich |
| 8       | 5          |

| Vereinigte Staaten | BR Deutschland |
| 5                  | 7              |

### Runde 7
| Schweden | Norwegen |
| 6        | 7        |

| Schweiz | Kanada |
| 3       | 8      |

| BR Deutschland | Frankreich |
| 5              | 6          |

| Schottland | Vereinigte Staaten |
| 4          | 7                  |

| Italien | Dänemark |
| 6       | 5        |

### Runde 8
| Frankreich | Vereinigte Staaten |
| 2          | 8                  |

| Schweden | BR Deutschland |
| 10       | 2              |

| Schottland | Italien |
| 5          | 4       |

| Dänemark | Kanada |
| 3        | 7      |

| Schweiz | Norwegen |
| 7       | 4        |

### Runde 9
| Dänemark | Schweiz |
| 3        | 9       |

| Italien | Vereinigte Staaten |
| 4       | 6                  |

| Frankreich | Norwegen |
| 4          | 12       |

| BR Deutschland | Schottland |
| 5              | 6          |

| Schweden | Kanada |
| 9        | 5      |

## Play-off

### Turnierbaum
|  | Halbfinale | Halbfinale         | Halbfinale |  |  | Finale | Finale             | Finale |
|  |            |                    |            |  |  |        |                    |        |
|  |            |                    |            |  |  |        |                    |        |
|  | 1          | Kanada             | 4          |  |  |        |                    |        |
|  | 4          | Schweiz            | 7          |  |  |        |                    |        |
|  |            |                    |            |  |  | 4      | Schweiz            | 2      |
|  |            |                    |            |  |  | 2      | Vereinigte Staaten | 1      |
|  | 2          | Norwegen           | 4          |  |  |        |                    |        |
|  | 3          | Vereinigte Staaten | 7          |  |  |        |                    |        |
|  |            |                    |            |  |  |        |                    |        |

### Halbfinale
| Norwegen | Vereinigte Staaten |
| 4        | 7                  |

| Kanada | Schweiz |
| 4      | 7       |

### Finale
| Schweiz | Vereinigte Staaten |
| 2       | 1                  |

## Endstand
| Platz | Land               |
| ----- | ------------------ |
| 1     | Schweiz            |
| 2     | Vereinigte Staaten |
| 3     | Kanada             |
| 4     | Norwegen           |
| 5     | Schweden           |
| 6     | Schottland         |
| 7     | Italien            |
| 8     | Dänemark           |
| 9     | BR Deutschland     |
| 10    | Frankreich         |